# Дзамброне
Дзамбро́не (итал. Zambrone) — коммуна в Италии, располагается в регионе Калабрия, подчиняется административному центру Вибо-Валентия.
Население составляет 1736 человек, плотность населения составляет 124 чел./км². Занимает площадь 14 км². Почтовый индекс — 88030. Телефонный код — 0963.